# Viviendas del 146-156 de East 89th Street
Las viviendas del 146-156 de la calle East 89th  son unos edificios históricos ubicados en Nueva York, estado de Nueva York, y están inscritos en el Registro Nacional de Lugares Históricos desde el 3 de junio de 1982.

## Ubicación
Las viviendas del 146-156 de la calle East 89th se encuentran dentro del condado de Nueva York en las coordenadas 40°46′52″N 73°57′15″O / 40.781111, -73.954167.